# Bairdia pseudoemaciata
Bairdia pseudoemaciata är en kräftdjursart. Bairdia pseudoemaciata ingår i släktet Bairdia och familjen Bairdiidae. Inga underarter finns listade.